# 이경억
이경억(李慶億, 1620년 ~ 1673년)은 조선 후기 좌의정, 우의정 등을 지낸 문신이다. 본관은 경주(慶州). 자는 석이(錫爾), 호는 화곡(華谷)이다.

## 생애
1644년(인조 22) 정시 문과에 장원으로 급제하였다. 효종 1년인 1650년에 사서가 되고 이후 정언이 되었으며 제주안핵어사로 나가서 탐관오리들을 처벌하기도 했다. 이후 정언으로 복귀했다가 이후 경상도 순안어사로 나가서 민정을 살폈으며 이후 정언, 수찬, 교리를 거쳐 부교리, 부응교에 이어 응교로 승진하고 이후 충청도관찰사가 되고 연이어 승지로 초배되어 병조참지, 대사성, 대사간, 예조참의, 우부승지, 장례원판결사를 현종 때 지냈다. 이후 대사간, 좌부승지, 부제학, 이조참의, 우승지, 대사성, 좌승지 등을 거쳐 부제학, 대사성, 대사간, 좌승지, 도승지, 호조참의를 거쳐 대사간, 대사헌, 도승지 등을 지내고 경기도관찰사를 거쳐 부제학, 대사헌, 이조참판을 거쳐 형조판서와 대사헌으로 지경연사를 겸하고 대사헌, 예조판서, 우참찬을 하다가 좌참찬, 예조판서, 호조판서, 이조판서를 지낸다. 이후 형조판서, 예조판서, 이조판서로 동지경연사, 좌부빈객을 겸하고 형조판서, 우참찬, 지의금부사를 거쳐 대사헌, 공조판서, 예조판서로 우부빈객을 겸한 뒤 한성부판윤을 지내고 승문원제조를 겸한 뒤 대사헌, 우참찬, 이조판서로 우빈객을 겸하였다. 1672년에 우의정이 되고 곧 좌의정에 이르렀다. 시호는 문익(文翼)이다.